# Liliana Gafencuová
Liliana Gafencuová (* 12. července 1975, Bukurešť) je bývalá rumunská veslařka. Je trojnásobnou olympijskou vítězkou na osmě z let 1996–2000. Je též dvojnásobnou mistryní světa.